# Armin Strom
Armin Strom est une manufacture d’horlogerie indépendante située à Bienne, en Suisse, qui est active dans la production de montres haut de gamme.

## Histoire
La raison sociale Armin Strom AG est fondée en 2006, avec le concours de l’investisseur Willy Michel. Elle a pour but de faire perdurer le travail d'Armin Strom, spécialiste de la squelettisation horlogère à la main depuis plusieurs décennies. La manufacture ouvre à Bienne en février 2009, dans une ancienne fabrique d’étampes bâtie au début du XXe siècle.
Novembre 2009 : Présentation du premier mouvement produit entièrement dans la manufacture : ARM09. La série « ARMIN by ARMIN STROM » est présentée en mars 2010 à Baselworld.

## Savoir-faire horloger
- Squelettage[2] et  gravures à la main de mouvements sous la direction du maître horloger Armin Strom[3].
- Conception et production de mouvements mécaniques haut de gamme.
- Complications horlogères (régulateur, réserve de marche, etc.).
- Recours à des matériaux nobles ou spéciaux pour la production de montres.
- Production en séries limitées et de pièces uniques.